# Selección masculina de rugby 7 de Bolivia
La selección masculina de rugby 7 de Bolivia es el equipo nacional de la modalidad de rugby 7 (7 jugadores) y está regulada por la Federación Boliviana de Rugby.

## Reseña histórica
Su primera competencia a nivel internacional fue la Copa Halcones Zicosur 2017 durante el mes de noviembre de 2017, en preparación para los Juegos Suramericanos de 2018, que se disputaron en la ciudad boliviana de Cochabamba.

## Participaciones en copas

### Juegos Suramericanos
- Cochabamba 2018: 7º puesto (último)

### Otros torneos
- Copa Halcones Zicosur 2017: desconocido